# Іжевське (Казахстан)
Іже́вське (каз. Ижевское) — село у складі Аршалинського району Акмолинської області Казахстану. Адміністративний центр Іжевського сільського округу.
Населення — 1643 особи (2021; 1912 у 2009, 2175 у 1999, 2506 у 1989).
Національний склад станом на 1989 рік:
- росіяни — 58 %.